# Apple M4
Apple M4 je systém na čipu založený na architektuře ARM, od americké společnosti Apple. Je prvním čipem čtvrté generace série čipů M pro operační systém iPadOS. Identicky s předchozími generacemi, SoC M4 obsahuje jak CPU, tak grafický procesor i paměť a neuronovou síť Neural Engine. Jedná se o třetí čip od společnosti Apple, který je založený na 3nm výrobním procesu, avšak je prvním, který je založen na vylepšeném N3E procesu. Čip M4 má o 3 miliardy větší počet tranzistorů než model Apple M3.
Systém na čipu Apple M4 byl oznámen na Apple Eventu 7. května 2024 spolu s novými modely iPadů Air a Pro, přičemž právě model Pro obsahuje tento čip.

## Design
Systém na čipu M4 je podobně jako předchozí model Apple M3 vyráběn 3nm technologií, avšak tentokrát lepší verzi N3E od společnosti TSMC, která umožňuje lepší výtěžnost, vyšší výpočetní výkon a lepší energetickou účinnost než předchozí N3B. Díky této změně se do M4 o stejném objemu, jaký měl čip M3, vejde o 3 miliardy více tranzistorů.

### CPU a GPU
Centrální procesorová jednotka Apple M4 obsahuje podle konfigurace devět nebo deset jader – tři nebo čtyři vysoce výkonnostní jádra a šest energeticky efektivních jader; grafický procesor obsahuje jader deset. Podobně jako předchozí generace, obsahuje i M4 hardwarově akcelerovaný ray tracing a Mesh Shading, který spočívá v aplikaci „stínových operací“ (shading), namísto klasických výpočetních, což umožňuje vyšší výkon a flexibilitu.

### Neural Engine
Apple M4 obsahuje stejně jako předchozí čipy hardware pro neuronové sítě v 16jádrovém Neural Enginu, který nově dokáže provést více než 38 bilionů operací za sekundu, což je o 20 bilionů více, než jeho předchůdce M3. Apple tak učinil, jelikož se s příchodem iOS 18 zaměřuje na vývoj a pracovní zátěž u umělé inteligence.

### Další
Mezi další komponenty patří procesor obrazového signálu, řadič úložiště PCIe, Secure Enclave a řadič USB4, který zahrnuje podporu pro Thunderbolt 4. Mezi podporované kodeky patří 8K H.264, 8K H.265 (8/10bit, až 4:4:4), 8K Apple ProRes, VP9, JPEG a schopnost dekódovat formát AV1, který lze tak na iPadech zpracovávat poprvé.

## Produkty

### M4
- iPad Pro (7. generace)

## Varianty
Tabulka znázorňuje varianty čipsetu M4.
| Varianta | počet CPU jader | počet GPU jader | GPU ALU (bit) | RAM (GB) | Počet tranzistorů |
| -------- | --------------- | --------------- | ------------- | -------- | ----------------- |
| M4       | 9 (3 + 6)       | 10              | bude oznámeno | 8 / 16   | 28 miliard        |
| M4       | 10 (4 + 6)      | 10              | bude oznámeno | 8 / 16   | 28 miliard        |